# Christian Lardé
Christian Lardé est un flûtiste français, né le 3 février 1930 à Paris et mort le 16 novembre 2012 à Draguignan.

## Biographie
Il obtient les premiers prix de flûte et de musique de chambre au Conservatoire de Paris.
En 1951, il reçoit le 2e prix du Concours international d'exécution musicale de Genève.
De 1959 à 1978, il fait partie du quintette de Marie-Claire Jamet.
À partir de 1970, il enseigne la musique de chambre au Conservatoire de Paris.
Il a réalisé de nombreux enregistrements pour la firme Erato dans divers concertos baroques avec Jean-François Paillard tels le concerto pour flûte de Jean-Marie Leclair, ou la Suite en Si de J S Bach, ainsi que plusieurs pièces de musique de chambre.
Il a enregistré également L'Offrande musicale de J.S. Bach avec l'orchestre de chambre de Paul Kuentz (Concert Hall, SMS 2656).

## Discographie sélective
- Jean-Marie Leclair : 9 sonates pour flûte et basse continue de l’opus 1, 2 et 9 ont été enregistrées en vinyle (volume 1 et 2) par Christian Lardé, Huguette Dreyfus et Jean Lamy pour Valois 1968 (non rééditées en CD).